# Nothing (album de Meshuggah)
Pour les articles homonymes, voir Nothing.
Albums de Meshuggah
Chaosphere
(1998) I
(2004)
Nothing (littéralement Rien) est le quatrième album studio du groupe de metal extrême suédois Meshuggah sorti le 6 août 2002 sur le label Nuclear Blast.
Meshuggah, qui décide en dernière minute de rejoindre l'Ozzfest 2002, est contraint de mixer l'album en 2 jours et de le masteriser en un. Avec cet album, Meshuggah devient le premier groupe du label Nuclear Blast à entrer au Billboard 200 et à être passé en revue par le magazine Rolling Stone.
L'album a été remasterisé et partiellement réenregistré à l'occasion de la sortie de la réédition de 2006.

## Genèse

### Contexte
Meshuggah est fondé en 1987 à Umeå en Suède. Le groupe attire l'attention internationale en 1995 avec la sortie de son deuxième album, Destroy Erase Improve. La groupe est à l'époque novateur, fusionnant les tempos rapides du death metal, du thrash metal et du metal progressif avec des éléments de jazz fusion. Avant de sortir ce quatrième album, Meshuggah a déjà tourné avec Slayer, Machine Head et Entombed, que ce soit en Europe ou aux États-Unis, et jouit déjà d'une certaine notoriété.

### Écriture et enregistrement
En mars 2002, Meshuggah enregistre dans son home studio des démos trois-titres en utilisant une batterie programmée basée sur les samples du Drumkit from Hell de Tomas Haake. L'album est enregistré en cinq à six semaines au mois de mai et est produit aux Dug-Out Studios à Uppsala et au home studio du groupe à Spånga, ville de la banlieue de Stockholm en Suède. La décision de dernière minute de rejoindre l'Ozzfest 2002 force le groupe à mixer l'album en 2 jours et à le masteriser en un.

## Sortie

### Version originale
L'album sort le 6 août 2002 et débute à la 165e place du Billboard 200, ce qui en fait le premier album de l'histoire du label Nuclear Blast à entrer dans ce classement. Il se vend à 6 525 copies la semaine de sa sortie. À titre de comparaison, à cette date, seulement 38 773 copies de Destroy Erase Improve et 30 712 de Chaosphere s'étaient écoulées. La pochette accompagnant l'album ne contient aucun remerciement, note ou parole, seulement la mention « ingenting » qui veut dire « nothing » (rien) en suédois.

### Réédition de 2006
Une version remasterisée de l'album sort le 31 octobre 2006. Le groupe était tellement satisfait par les guitares customs à 8 cordes qu'Ibanez leur avait fourni qu'il décida de les utiliser pour réenregistrer l'album. La batterie est aussi réenregistrée mais pas les parties de chant auxquelles le groupe a simplement rajouté un effet dramatique.
En dehors des changements d'instruments, il n'y a que deux morceaux qui ont été significativement modifiés. En effet, le tempo de Nebulous a été ralenti et la longueur du morceau Obsidian a presque été doublée.
Cette version contient aussi un DVD bonus, avec des clips de leur concert au Download Festival 2005, ainsi qu'une nouvelle première de couverture.

## Liste des titres
| 1.    | Stengah                 | Tomas Haake | Mårten Hagström, Haake | 5:38 |
| 2.    | Rational Gaze           | Haake       | Fredrik Thordendal     | 5:04 |
| 3.    | Perpetual Black Second  | Haake       | Hagström               | 4:39 |
| 4.    | Closed Eye Visuals      | Haake       | Thordendal             | 7:26 |
| 5.    | Glints Collide          | Haake       | Thordendal, Haake      | 4:56 |
| 6.    | Organic Shadows         | Haake       | Hagström, Haake        | 5:08 |
| 7.    | Straws Pulled at Random | Haake       | Hagström               | 5:10 |
| 8.    | Spasm                   | Haake       | Thordendal, Haake      | 4:15 |
| 9.    | Nebulous                | Hagström    | Hagström               | 6:33 |
| 10.   | Obsidian                |             |                        | 4:20 |
| 53:09 |                         |             |                        |      |

## Réception

### Critiques
L'album a été accueilli très positivement par la majorité des critiques.
John Serba d'Allmusic souligne la complexité musicale de l'album en le qualifiant d'album d'« Einstein metal ». Il précise que seul Meshuggah peut revendiquer une telle étiquette. Il ajoute que l'album redéfini les limites du genre metal, en l'entraînant dans le royaume de la science abstraite. Il compare les compositions du groupe à du Tool ainsi qu'à du Death mixé avec du Gang of Four. John termine sa critique en disant « si seulement d'autres groupes pouvaient tenter de telles choses ».
Alex Cipolla de Blabbermouth.net semble particulièrement déçu des performances vocales de Jens Kidman, disant « il peut se faire assez ennuyant par moments, car sa palette de chant va de cris agressifs à d'autres cris agressifs plus aigus ». Il semble aussi apprécier moyennement l'absence de refrain ou de structure traditionnelle dans les compositions du groupe, « Bon nombre de gens apprécient la musique heavy à la structure pop-rock, quelque chose comme couplet - pré-refrain - couplet - pré-refrain - refrain - couplet - refrain - refrain, chose que même des groupes extrémistes comme Slayer, Morbid Angel ou Suffocation font », c'est pourquoi il ne recommande l'album qu'aux personnes aimant la musique non-linéaire et le reste de la discographie du groupe. En ce qui le concerne, il précise qu'il ne risque pas d'écouter cet album régulièrement, et cela même s'il trouve Meshuggah au moins dix fois mieux qu'un groupe comme Manowar.
D'après Isaiah Violante de Pitchfork, « Nothing ne redéfini pas de paramètres artistiques, Meshuggah n'est pas un groupe cherchant à innover, ils sont restés fidèles à la même idéologie depuis 1987 ». Pour Isaiah, l'album incorpore des éléments de Pantera, Cannibal Corpse, Immolation et de Nile, ce qui en fait cinquante minutes de pur Meshuggah. Néanmoins, elle trouve que l'approche musicale est plus relax que sur Destroy Erase Improve ou Chaosphere. Sa déception à elle se trouve plutôt au niveau des paroles de l'album, qu'elle qualifie de « banales », « confuses » et même d'« embarrassantes » et qui « déteignent sur le talent du groupe ».

### Classement hebdomadaire
L'album débute à la 165e place du Billboard 200, soit légèrement plus haut que son successeur, Catch Thirtythree.
| Classement                 | Meilleure position |
| -------------------------- | ------------------ |
| États-Unis (Billboard 200) | 165                |
| Suède (Sverigetopplistan)  | 41                 |

## Crédits

### Composition du groupe
- Jens Kidman – Chant.
- Fredrik Thordendal - Guitare solo, basse, synthétiseur, ingénieur du son, mixage audio et mastering. Guitare rythmique sur la réédition de 2006[1],[2].
- Tomas Haake - Batterie, spoken word et artwork.
- Mårten Hagström – Guitare rythmique et basse[3].

### Musiciens additionnels
- Dick Lövgren - Basse sur la réédition de 2006[2].